# Bodo von Harbou
 Bodo von Harbou (* 12. Dezember 1880 in Stollhamm bei Nordenham; † 22. Dezember 1943 in Berlin) war ein deutscher Offizier und gehörte zum Kreis des militärischen Widerstands gegen den Nationalsozialismus, aus welchem heraus am 20. Juli 1944 später das Attentat auf Hitler ausgeführt wurde. Mogens von Harbou war sein Sohn.

## Kaiserreich
Während des Ersten Weltkriegs kam Harbou gleich zu Anfang zu einer gewissen Berühmtheit: Als Hauptmann tat er sich mit Max Bauer im August 1914 bei der erfolgreichen Eroberung von Lüttich hervor und erhielt dafür „das erste Eiserne Kreuz aus der Hand des Kaisers“, wie die Presse meldete.
Von 1917 bis 1919 war Harbou Major in der Operationsabteilung des Chefs des Generalstabs des Heeres, 1918 zugleich Mitglied der Friedenskommission. Anfang September 1918 war er, inzwischen in der Obersten Heeresleitung als Wirtschaftssachverständiger tätig, beteiligt an Besprechungen zwischen dem Chef der OHL Paul von Hindenburg, den Sozialdemokraten vertreten durch Friedrich Ebert, Oberst Max Bauer und anderen Vertretern der Reichswehr sowie mit Vertretern der Unternehmen Krupp, Stinnes und Ballin zur Frage eines Regierungswechsels unter Führung der Sozialdemokraten. Ebenfalls eingebunden war er in die Gespräche und Verhandlungen im Großen Hauptquartier in Spa, die schließlich zur Entmachtung von Kaiser Wilhelm II. und zum Waffenstillstand führten.
In der Übergangszeit zwischen Kaiserreich und Weimarer Republik wollte die Oberste Heeresleitung in der ersten Dezemberhälfte 1918 die revolutionären Unruhen in Berlin mit Gewalt durch das sogenannte Generalkommando Lequis beenden. Sie setzte dafür auf eine Zusammenarbeit mit den durch die Sozialdemokraten dominierten „Mehrheitssozialisten“. Als Mittelsmann des Chefs der Obersten Heeresleitung Wilhelm Groener suchte Harbou unter anderem Ebert, damals noch „Vorsitzender des Rats der Volksbeauftragten“, auf. Harbou erreichte, dass Ebert dem „Einzug“ der Reichswehr in Berlin zustimmte. Entsprechend Harbous Planung als Stabschef von Lequis marschierten Mitte Dezember 1918 neun Felddivisionen aus verschiedenen Himmelsrichtungen auf Berlin zu. Das Unternehmen scheiterte, weil Soldaten den Gehorsam verweigerten. Auch einige Tage später während der Weihnachtskämpfe vermittelte Harbou zwischen OHL und Sozialdemokraten.

## Weimarer Republik
Nach dem Ersten Weltkrieg schied Harbou aus dem Militär aus und war unter anderem als Geschäftsführer im Deutschen Stickstoffsyndikat tätig. Die Stickstoffsyndikat GmbH wurde 1919 gegründet und war ab 1925 eine der vier Verkaufsgemeinschaften der I.G. Farben. Ziel des Syndikats war die vom Ausland unabhängige Versorgung des Deutschen Reichs mit Vorprodukten für die Herstellung sowohl von Sprengstoff und als auch von mineralischem Dünger. Es hatte damit strategische Bedeutung für die Kriegsfähigkeit Deutschlands. Durch die Internationale Stickstoff-Konvention von 1930 wurden weitere Staaten in die Marktabsprachen einbezogen. Ab 1931 wurde das Syndikat zusammen mit anderen Interessenverbänden zunehmend Teil des Mitteleuropäischen Wirtschaftstags. Als die Regierung Franz von Papen nach ihrem Sturz am 12. September 1932 über die Finanzierung des kommenden Reichstagswahlkampfs beriet, wurde Harbou als Spendenorganisator empfohlen.

## NS-Zeit
1939 als Major reaktiviert wurde Harbou Chef des Kommandostabes bei Alexander von Falkenhausen, dem Militärbefehlshaber für Belgien und Nordfrankreich, in Brüssel, und dort dann zum Oberst i. G. (im Generalstab) befördert.
Harbou war mit General Carl-Heinrich von Stülpnagel befreundet und kannte auch dessen Mitarbeiter Caesar von Hofacker gut, der im Rahmen des militärischen Widerstands gegen Hitler als Kontaktmann zu Oberst Claus Schenk Graf von Stauffenberg in Paris fungierte. Harbou traf sich außerdem wiederholt mit Helmuth James Graf von Moltke, wodurch er zusätzlich mit dem Kreisauer Kreis verbunden war, und mit Ulrich von Hassell. Seinen Sohn Mogens informierte Bodo von Harbou zumindest anlässlich dessen Besuchs im August 1943 über Auffassungen und Pläne des Widerstands.
1943 kam es zum „Fall Harbou“: Gegen Bodo von Harbou wie gegen seinen Vorgesetzten von Falkenhausen wurden auf Grund von Beschuldigungen durch Alfred Naujocks, damals Spitzel des Sicherheitsdienstes, Ermittlungen aufgenommen wegen des Verdachts der Unterschlagung, von Schwarzmarkt-Geschäften und Devisenvergehen. Die Angelegenheit war vermutlich in Wirklichkeit Teil des langjährigen Machtkampfes zwischen von Falkenhausen als Vertreter des politisch eher neutralen und konservativen Militärs einerseits und andererseits Vertretern der neuen nationalsozialistischen Machteliten wie Ernst Kaltenbrunner und Heinrich Himmler, die für die besetzten Staaten politisch besser steuerbare Zivilverwaltungen bevorzugten. Wegen Falkenhausen hatte die Angelegenheit eine derartige Bedeutung, dass sie Wilhelm Keitel persönlich Hitler vortrug. Zwar konnte sich Falkenhausen in dieser Intrige knapp behaupten, da seine Ablösung als gegenwärtig zu destabilisierend angesehen wurde. Aber unter dem Vorwurf der Wehrkraftzersetzung erfolgte am 16. Dezember 1943 die Verhaftung Harbous durch den SD. Vom Kriegswehrmachtsgefängnis Brüssel aus wurde er, der Ruspoli auch noch rechtswidrig Ausweispapiere beschafft haben soll, wie Ruspoli nach Deutschland verbracht. In der Berliner Untersuchungshaft nahm Harbou sich wenige Tage später das Leben, vermutlich um nicht in Versuchung zu geraten, die politischen Pläne gegen Hitler sowie Mitwisser zu verraten.